# Augustyn Świder
Augustyn Świder, pseud. A. Ś., Kuba z Jagód, Robotnik, Sfinks (ur. 16 sierpnia 1886 w Lipinach, zm. 2 lutego 1923 w Katowicach ) − polski hutnik, poeta, publicysta, powstaniec oraz działacz społeczny.

## Życiorys
Pochodził z rodziny robotniczej. Już w wieku 14 lat zaczął pracę w Hucie Cynku w Lipinach , gdzie pracował również jego ojciec.
W 1901 roku był współzałożycielem Towarzystwa Gimnastycznego „Sokół” w Lipinach. W latach 1908 − 1910 odbył wiele podróży zagranicznych. Przed I wojną światową wybrał się w pieszą wędrówkę do Austrii i Francji. Następnie podczas drugiej wędrówki udał się do Włoch docierając aż na wyspę Capri, gdzie poznał rosyjskiego pisarza Maksyma Gorkiego. Odwiedził również Szwajcarię oraz Niemcy.
W 1910 roku zauważony przez Wojciecha Korfantego otrzymał stanowisko redaktora w „Polaku”, które pełnił od lipca do września tego roku. Brał udział w trzech powstaniach śląskich oraz w akcji plebiscytowej. Często represjonowany za swoje poglądy i działania. W czasie I wojny światowej walczył w wojsku niemieckim.
Brał czynny udział w I powstaniu śląskim. W 1919 roku był komendantem Polskiej Organizacji Wojskowej na Górnym Śląsku na miasto i powiat Bytom, a od czerwca tego roku pełnił funkcję sekretarza Głównego Komitetu Opieki nad Uchodźcami w Sosnowcu organizacji zajmującej się polską ludnością wysiedloną z niemieckiej części Śląska. W 1919 roku współredagował również w Sosnowcu „Powstańca”.
W latach 1920 – 1921 Towarzystwo Gimnastyczne „Sokół” w Bytomiu wydawało w tym mieście własne pismo „Orędzie Sokole”, którego redaktorem naczelnym był Augustyn Świder. Pełnił on również funkcję redaktora wydania „Srebrnej księgi sokolstwa polskiego na Śląsku” opisującej historię oraz organizację Śląskiej Dzielnicy Polskiego Towarzystwa Gimnastycznego „Sokół”, która również wydana została w Bytomiu w 1920 roku. Za polską działalność wydawniczą oraz nawoływanie w niej do głosowania na Polskę w okresie plebiscytu został aresztowany przez władze niemieckie.
3 maja 1921 wkroczył na czele oddziału powstańczego do Lipin, który rozbroił niemieckich żandarmów, internował niemieckich urzędników oraz obsadził urząd polskimi funkcjonariuszami. Został mianowany chorążym Wojska Polskiego i powołany do służby wojskowej w 73 pułku piechoty w Katowicach. W latach 1922 – 1923 mieszkał w Dąbrówce Małej. Zginął w bójce jaka odbyła się w nocy z 2 na 3 lutego 1923 w Katowicach.
W latach 2000 – 2008 były przyznawane nagrody jego imienia.

## Działalność literacka
Augustyn Świder publikował głównie krótkie utwory - wiersze oraz opowiadania w czasopismach polskich wydawanych na Śląsku jak „Polak”, „Orędzie Sokole” oraz „Powstaniec”. W okresie II RP ukazały się dwa tomy jego wierszy: wydane przez przyjaciela poety Wiktora Polaka w 1920 roku „Z głębin duszy polskiej syna ziemi górnośląskiej. Wiersze i pieśni” oraz „Deklamacje na czas plebiscytowy”. Jego ważniejsze utwory poetyckie:
- „Sokół w więzieniu” (1920)
- „Skończone powstanie” (1921)
- „Jesień 1921” (1921)
- „Poległym cześć” (1921)
- „Nasz cel” (1921)
- „Szkoda” (1922)
- „*** [Kto nigdy...]” (1922)
- „Rżnij Walenty - Bóg się rodzi” (1922)